# San Francesco del Deserto
San Francesco del Deserto est une île de la lagune de Venise située entre San Erasmo et Burano. Elle a une superficie de 0,02 km².

## Histoire
Cette île a des origines anciennes qui remontent à l'époque romaine. Elle tient son nom actuel de la visite de Saint François d'Assise sur l'île lorsqu'il rentra d'Égypte.
En 1220, lorsque cette île s'appelait alors Île des Deux Vignes, elle fut choisie pour fonder un repaire où il serait possible de prier et de méditer en paix et loin des mondanités. Après la mort de Saint François d'Assise, Jacopo Michiel, propriétaire de l’île (faisant partie de la famille du doge éponyme et neveu par alliance du patriarche de Grado Angelo Barozzi), se mit d’accord avec le ministre provincial saint Antoine de Padoue pour faire ériger une église en l’honneur du saint. Il légua l’île le 4 mars 1233 à l' ordre des Franciscains des Frari de Venise, qui y construisirent un couvent.
En 1453, Pie II concéda l’île aux Minori Osservanti, qui restaurèrent l’église et le couvent. Ils y édifièrent un cloître de style renaissance.
En 1493, Clement VII y installa des Minori Riformati, qui habitèrent l’île jusqu’en 1806, où ils furent chassés par Bonaparte. Les frères se réfugièrent au couvent San Bonaventura à Venise.
Le lieu fut alors ensuite destiné à la mise en place d'une poudrière mais en 1858 l'île fut cédée par les Autrichiens au diocèse de Venise et les frères durent refonder le monastère qui est encore actif aujourd'hui.